# Многожёнство в христианстве
Многобрачие — это брачное сожительство более чем двух людей. Хотя в Ветхом Завете есть многочисленные примеры многожёнства, но в современном христианстве многожёнство, как правило, считается неприемлемым, но например мормоны тем не менее практикуют многожёнство своей версии. Некоторые христиане активно спорят о том, разрешает ли или запрещает многобрачие Новый Завет или христианская этика. Этот спор, почти исключительно ведётся относительно многожёнства, и почти никогда о многомужестве.

## Многожёнство в Ветхом Завете
Первым многоженцем, упомянутым в Библии, был Ламех, который имел двух жён — Аду и Циллу (Бытие. 4:19). Авраам был женат на Сарре, Агари (Бытие. 16:3), Хеттуре (Бытие. 25:1), а также имел наложниц (Бытие. 25:6). Иаков имел четырёх жён: сестёр Лию и Рахиль (Бытие. 29:16—30) и их служанок: Валлу и Зелфу (Бытие. 30:3, 4, 9, 10). Брат Иакова, Исав, имел трёх жён: Иегудифу, Васемафу и Махалафу (Бытие. 26:34, Бытие. 28:9).
Моисей имел двух жён разных национальностей: мадианитянку Сепфору (Исх. 2:21, 18:2—5) и эфиопку (Чис. 12:1). У Гедеона было много жён и одна наложница (Судьи. 8:30). Елкана, отец пророка Самуила, имел двух жён: Анну и Феннану (1Цар. 1:1, 2).
Точный список жён царя Давида включает по крайней мере 5 женщин, названных по имени: Мелхола (1Цар. 18:27, 19:11—17, 25:44, 2Цар. 3:13—16), Авигея Кармилитянка (1Цар. 25:39, 1Пар. 3:1), Ахиноама из Изрееля (1Цар. 25:43, 1Пар. 3:1), Эгла (2Цар. 3:5) и Вирсавия (2Цар. 12:24). Ещё о трёх женщинах, входивших в гарем царя Давида, упоминается без указания относительно того, кем они ему были — жёнами или наложницами. Это Мааха, дочь Фалмая, царя Гессурского (2Цар. 3:3, 1Пар. 3:2), Авитала (2Цар. 3:4, 1Пар. 3:3) и Аггифа (2Цар. 3:4, 1Пар. 3:2). И кроме того, у Давида было 10 жён или наложниц, о которых идёт речь в следующих отрывках: 2Цар. 5:13, 12:7, 8, 15:16, 16:21, 22, 1Пар. 14:3. В итоге получается, что в гареме Давида было 18 женщин, часть которых была его жёнами, а другая часть — наложницами.
Сын Давида, царь Соломон, имел 700 жён и 300 наложниц (3Цар. 11:3). Царь Иудеи Иоас имел двух жён (2Пар. 24:1—3).
В дополнение к этим многочисленным примерам многожёнства, в Пятикнижии также содержатся принципы и правила, регламентирующие многожёнство, устанавливающие, что «если же другую возьмёт за него, то она не должна лишаться пищи, одежды и супружеского сожития» (Исх. 21:10).
Практика левиратского брака делает многожёнство обязательным для мужчин, у которых брат оставил вдову без наследника — в этом случае оставшийся брат должен на ней жениться. При этом неважно, есть ли у него уже жена (Втор. 25:5—10). Также в Пятикнижии содержится запрет царю «умножать жён» (Втор. 17:16, 17), что авторы Талмуда трактуют как разрешение царю иметь «не более 18 жён».

## Период между заветами
Многожёнство было исключением (хотя и не редким) в период изгнания Израиля. Практика многожёнства стала подвергаться критике и отвержению в период между заветами, однако есть и сохранившееся свидетельство о том, что евреи практиковали многожёнство и в период Нового Завета.
Кумранские рукописи содержат сведения о том, что несколько мелких еврейских сект запрещали многоженство до и во время Христа.
Храмовый свиток, возможно, содержит запрет многожёнства.

## Новый Завет
В словах Христа сложно проследить однозначный ответ на заданный вопрос. Он не критикует многожёнство, а лишь регламентирует правила для развода. В Евангелиях от Марка и от Матфея Христос повторяет цитату из Быт. 2:24 и считает, что она является заповедью Самого Бога. Христос запрещает развод с женой, если жена не прелюбодейка. Он утверждает, что мужчина прелюбодействует, если разведётся со своей женой и женится на другой. Но нигде не сказано, что Христос запрещает другие браки для мужчины при имеющейся первой жене. Развод и последующую женитьбу на другой женщине Христос считает прелюбодеянием.
Три места в пасторских посланиях (Первое послание Тимофею 3:2, 3:12 и Послание к Титу 1:6) устанавливают, что дьякон, пресвитер и епископ должны быть «мужем одной жены». Одни направления христианства воспринимают это как запрет многожёнства для всех христиан, другие утверждают, что эти слова означают запрет многожёнства только для священнослужителей, а для христиан, не являющихся дьяконами, пресвитерами и епископами, такого запрета нет. Другие толкуют эти места так, что дьяконы, пресвитеры и епископы не должны разводиться со своими первыми жёнами. Вальтер Лок (англ. Walter Lock) в своей книге утверждает, что в этих отрывках речь идёт просто о супружеской измене, так как «ни одному христианину, является ли он священнослужителем, или нет, не разрешено многожёнство».
Многожёнство практикуют последователи Фундаменталистской Церкви Иисуса Христа Святых последних дней

## Период ранней Церкви
Многожёнство у евреев диссонировало с моногамией, установленной у римлян.
Когда христианская церковь появилась на свет, многожёнство всё ещё имело место у евреев. Это правда, что мы не найдем никаких ссылок на него в Новом Завете, а из этого некоторые сделали вывод, что оно должно быть вышло из употребления, и что во время нашего Господа еврейский народ стал моногамным. Но такой вывод выглядит неоправданным. Иосиф Флавий в двух местах говорит о многожёнстве как о признанном институте: и Юстин Мученик делает его предметом упрёка Трифону так как еврейские учителя разрешают мужчине иметь несколько жён. На самом деле, когда в 212 году нашей эры эдикт Каракаллы предоставил римское гражданство большому количеству евреев, было признано необходимым терпеть многожёнство среди них, хотя это и было нарушением римского закона, чтобы гражданин имел более одной жены. В 285 году нашей эры Конституция Диоклетиана и Максимиана запретила многоженство для всех подданных империи без исключения. Но, по крайней мере, на евреев принятие этого закона не оказало никакого эффекта, и в 393 году нашей эры Феодосий издал специальный закон чтобы заставить евреев отказаться от этого национального обычая. Но даже и это их не вынудило приспособиться.
По мнению ряда исследователей, учение о греховности многожёнства в христианстве сформировалось под влиянием греко-римской морали.
Тертуллиан, живший в конце II — начале III века нашей эры, писал, что брак является законным, а многожёнство — нет:
На самом деле мы не запрещаем союз мужчины и женщины, благословенный Богом как школа рода человеческого, и созданный для наполнения земли и для распространения по всему миру и, следовательно, допускается, но по отдельности. Ибо Адам был единственным мужем Евы, и Ева была его единственной женой, единственной женщиной, единственным ребром.
В III веке Евсевий Кесарийский написал утраченный труд «О многочисленном потомстве древних» (англ. On the Numerous Progeny of the Ancients). Евсевий ссылался на него дважды: в «Приготовлении к Евангелию», VII, 8 и в «Доказательстве в пользу Евангелия». Хотя его работа является примером того, как многоженство согласовывается с аскетической жизнью, рассматриваемая проблема была контрастом между желанием Патриархов многочисленного потомства и чести, и воздержанием в этом отношении, которое соблюдалось христианами.
Василий Великий, живший в IV веке нашей эры, писал о многожёнстве, что «такое состояние уже не называется брак, но многожёнство или даже умеренный блуд». Он приказал, чтобы многоженцев и женщин, состоящих в браке с многоженцем, следует отлучать от Церкви на срок до пяти лет, и «только после того, как показали некоторые плоды покаяния» они могли быть приняты в церковь. Также он заявил, что учение против многожёнства «принимается как наша обычная практика, не от канонов, но в соответствии с нашими предшественниками».
Аврелий Августин во второй половине IV века писал:
То, что хорошая цель брака лучше достигается одним мужем с одной женой, чем одним мужем с несколькими жёнами, показано достаточно ясно самым первым союзом супружеской пары, которая была сотворена Самой Божественной Сущностью
и «Таинство брака к нашему времени ограничено одним мужчиной и одной женой».
Сократ Схоластик в V веке писал, что римский император Валентиниан I взял двух жён и разрешил своим подданным брать две жены, поддерживая, чтобы и христиане практиковали многожёнство. Нет никаких других упоминаний такого эдикта в любом из дошедших до нас сборнике римских законов. Иоанн Малала, Пасхальная хроника и Иоанн Никиусский говорят о том, что Валентиниан I развёлся со своей первой женой, прежде чем жениться на своей любовнице. Это рассматривалось как двоежёнство Сократом, так как Церковь не принимала разводов.
Юстин Мученик, Ириней Лионский и Тертуллиан все высказывались против многожёнства, осуждая его. Тертуллиан явно пытался преодолеть возражение, что многожёнство было разрешено для патриархов. Он писал: «Впрочем оба сии закона, по видимому противоречащие один другому, происходят от одного и того же Бога, который сперва хотел, чтобы род человеческий размножился, а мир наполнился людьми для приятия нового завета; ныне же, когда мы приблизились к прекращению времен, Богу угодно было прекратить и прежнее дозволение».